# Copa Ouro da CONCACAF
A Copa Ouro da CONCACAF (português brasileiro) ou Taça Ouro da CONCACAF (português europeu) (em inglês: CONCACAF Gold Cup; em espanhol: Copa Oro de la CONCACAF) é o principal torneio de futebol entre seleções das nações da Confederação de Futebol da América do Norte, Central e Caribe (CONCACAF). As nações participantes são da América do Norte e América Central e das ilhas do Caribe. Anteriormente (de 1996 até 2005), até três países de outras confederações continentais eram convidadas a jogar no torneio final. A Copa Ouro é sempre sediada pelos Estados Unidos, mas em duas oportunidades (1993 e 2003) foi cosediada pelo México e uma vez (2015) cosediada pelo Canadá.
O primeiro Campeonato da CONCACAF aconteceu em 1963 e substituiu o Campeonato CCCF (1941–1961) que tinha apenas seleções da América Central e Caribe, e o Campeonato NAFC (1947, 1949, 1990, 1991), que tinha apenas seleções da América do Norte. Ele durou até 1971, e de 1973 a 1989 nenhum torneio foi realizado; o melhor time nas eliminatórias da Copa do Mundo FIFA era considerado o campeão continental.
Em 1991, o campeonato renasceu como "Copa Ouro". Desde então, foi ganho oito vezes pelo México, sete pelos Estados Unidos e uma pelo Canadá. 
A Liga das Nações da CONCACAF serve como torneio classificatório para a Copa Ouro.

## Resultados
| Ano           | Sede                              | Final          | Final                    | Final          | Disputa do terceiro lugar                                                                  | Disputa do terceiro lugar                                                                  | Disputa do terceiro lugar                                                                  |
| Ano           | Sede                              | Campeão        | Placar                   | Segundo lugar  | Terceiro lugar                                                                             | Placar                                                                                     | Quarto lugar                                                                               |
| ------------- | --------------------------------- | -------------- | ------------------------ | -------------- | ------------------------------------------------------------------------------------------ | ------------------------------------------------------------------------------------------ | ------------------------------------------------------------------------------------------ |
| 1991 Detalhes | Estados Unidos                    | Estados Unidos | 0 – 0 (pro) (4 – 3 pen.) | Honduras       | México                                                                                     | 2 – 0                                                                                      | Costa Rica                                                                                 |
| 1993 Detalhes | Estados Unidos México             | México         | 4 – 0                    | Estados Unidos | Costa Rica e Jamaica empataram em 1 – 1 na prorrogação e ambos dividiram o terceiro lugar. | Costa Rica e Jamaica empataram em 1 – 1 na prorrogação e ambos dividiram o terceiro lugar. | Costa Rica e Jamaica empataram em 1 – 1 na prorrogação e ambos dividiram o terceiro lugar. |
| 1996 Detalhes | Estados Unidos                    | México         | 2 – 0                    | Brasil         | Estados Unidos                                                                             | 3 – 0                                                                                      | Guatemala                                                                                  |
| 1998 Detalhes | Estados Unidos                    | México         | 1 – 0                    | Estados Unidos | Brasil                                                                                     | 1 – 0                                                                                      | Jamaica                                                                                    |
| 2000 Detalhes | Estados Unidos                    | Canadá         | 2 – 0                    | Colombia       | Peru e Trinidad e Tobago (não houve disputa)                                               | Peru e Trinidad e Tobago (não houve disputa)                                               | Peru e Trinidad e Tobago (não houve disputa)                                               |
| 2002 Detalhes | Estados Unidos                    | Estados Unidos | 2 – 0                    | Costa Rica     | Canadá                                                                                     | 2 – 0                                                                                      | Coreia do Sul                                                                              |
| 2003 Detalhes | Estados Unidos México             | México         | 1 – 0 (m.s.)             | Brasil         | Estados Unidos                                                                             | 3 – 2                                                                                      | Costa Rica                                                                                 |
| 2005 Detalhes | Estados Unidos                    | Estados Unidos | 0 – 0 (pro) (3 – 1 pen.) | Panamá         | Colômbia e Honduras (não houve disputa)                                                    | Colômbia e Honduras (não houve disputa)                                                    | Colômbia e Honduras (não houve disputa)                                                    |
| 2007 Detalhes | Estados Unidos                    | Estados Unidos | 2 – 1                    | México         | Canadá e Guadalupe (não houve disputa)                                                     | Canadá e Guadalupe (não houve disputa)                                                     | Canadá e Guadalupe (não houve disputa)                                                     |
| 2009 Detalhes | Estados Unidos                    | México         | 5 – 0                    | Estados Unidos | Costa Rica e Honduras (não houve disputa)                                                  | Costa Rica e Honduras (não houve disputa)                                                  | Costa Rica e Honduras (não houve disputa)                                                  |
| 2011 Detalhes | Estados Unidos                    | México         | 4 – 2                    | Estados Unidos | Honduras e Panamá (não houve disputa)                                                      | Honduras e Panamá (não houve disputa)                                                      | Honduras e Panamá (não houve disputa)                                                      |
| 2013 Detalhes | Estados Unidos                    | Estados Unidos | 1 – 0                    | Panamá         | Honduras e México (não houve disputa)                                                      | Honduras e México (não houve disputa)                                                      | Honduras e México (não houve disputa)                                                      |
| 2015 Detalhes | Canadá Estados Unidos             | México         | 3 – 1                    | Jamaica        | Panamá                                                                                     | 1 – 1 (pro) (3 – 2 pen.)                                                                   | Estados Unidos                                                                             |
| 2017 Detalhes | Estados Unidos                    | Estados Unidos | 2 – 1                    | Jamaica        | Costa Rica e México (não houve disputa)                                                    | Costa Rica e México (não houve disputa)                                                    | Costa Rica e México (não houve disputa)                                                    |
| 2019 Detalhes | Costa Rica Estados Unidos Jamaica | México         | 1 – 0                    | Estados Unidos | Haiti e Jamaica (não houve disputa)                                                        | Haiti e Jamaica (não houve disputa)                                                        | Haiti e Jamaica (não houve disputa)                                                        |
| 2021 Detalhes | Estados Unidos                    | Estados Unidos | 1 – 0 (pro)              | México         | Canadá e Catar (não houve disputa)                                                         | Canadá e Catar (não houve disputa)                                                         | Canadá e Catar (não houve disputa)                                                         |
| 2023 Detalhes | Canadá Estados Unidos             | México         | 1 – 0                    | Panamá         | Estados Unidos e Jamaica (não houve disputa)                                               | Estados Unidos e Jamaica (não houve disputa)                                               | Estados Unidos e Jamaica (não houve disputa)                                               |
| 2025 Detalhes | Canadá Estados Unidos             | México         | 2 – 1                    | Estados Unidos | Guatemala e Honduras (não houve disputa)                                                   | Guatemala e Honduras (não houve disputa)                                                   | Guatemala e Honduras (não houve disputa)                                                   |

(seleções convidadas em itálico)
- Legenda:
  - pro. - Prorrogação
  - m.s. - Morte súbita
  - pen. - Decisão nos pênaltis

## Resultados anteriores à Copa Ouro
| Ano      | Sede              |            | Final             | Final                 | Final             | Final |
| Ano      | Sede              | Campeão    | Segundo lugar     | Terceiro lugar        | Quarto lugar      |       |
| 1963     | El Salvador       | Costa Rica | El Salvador       | Antilhas Neerlandesas | Honduras          |       |
| 1965     | Guatemala         | México     | Guatemala         | Costa Rica            | El Salvador       |       |
| 1967     | Honduras          | Guatemala  | México            | Honduras              | Trindade e Tobago |       |
| 1969     | Costa Rica        | Costa Rica | Guatemala         | Antilhas Neerlandesas | México            |       |
| 1971     | Trindade e Tobago | México     | Haiti             | Costa Rica            | Cuba              |       |
| 1973 (1) | Haiti             | Haiti      | Trindade e Tobago | Mexico                | Honduras          |       |
| 1977 (1) | México            | México     | Haiti             | El Salvador           | Canadá            |       |
| 1981 (1) | Honduras          | Honduras   | El Salvador       | México                | Canadá            |       |
| 1985 (1) | —                 | Canadá     | Honduras          | Costa Rica            | El Salvador       |       |
| 1989 (1) | —                 | Costa Rica | Estados Unidos    | Trindade e Tobago     | Guatemala         |       |

1 Torneio serviu de classificação ao campeão para a Copa do Mundo.

## Resultados por país

### Desde 1963
| Seleção           | Títulos                                                                           | Vices                                        | 3º lugar                               | 4º lugar                   |
| ----------------- | --------------------------------------------------------------------------------- | -------------------------------------------- | -------------------------------------- | -------------------------- |
| México            | 13 (1965, 1971, 1977, 1993, 1996, 1998, 2003, 2009, 2011, 2015, 2019, 2023, 2025) | 3 (1967, 2007, 2021)                         | 5 (1973, 1981, 1991, 2013, 2017)       | 1 (1969)                   |
| Estados Unidos    | 7 (1991, 2002, 2005, 2007, 2013, 2017, 2021)                                      | 7 (1989, 1993, 1998, 2009, 2011, 2019, 2025) | 3 (1996, 2003, 2023)                   | 1 (2015)                   |
| Costa Rica        | 3 (1963, 1969, 1989)                                                              | 1 (2002)                                     | 4 (1965, 1971, 1985, 1993)             | 4 (1991, 2003, 2009, 2017) |
| Canadá            | 2 (1985, 2000)                                                                    | —                                            | 3 (2002, 2007, 2021)                   | 2 (1977, 1981)             |
| Honduras          | 1 (1981)                                                                          | 2 (1985, 1991)                               | 6 (1967, 2005, 2009, 2011, 2013, 2025) | 2 (1963, 1973)             |
| Haiti             | 1 (1973)                                                                          | 2 (1971, 1977)                               | 1 (2019)                               | —                          |
| Guatemala         | 1 (1967)                                                                          | 2 (1965, 1969)                               | 1 (2025)                               | 2 (1989, 1996)             |
| Panamá            | —                                                                                 | 3 (2005, 2013, 2023)                         | 2 (2011, 2015)                         | —                          |
| Jamaica           | —                                                                                 | 2 (2015, 2017)                               | 3 (1993, 2019, 2023)                   | 1 (1998)                   |
| El Salvador       | —                                                                                 | 2 (1963, 1981)                               | 1 (1977)                               | 2 (1965, 1985)             |
| Brasil            | —                                                                                 | 2 (1996, 2003)                               | 1 (1998)                               | —                          |
| Trinidad e Tobago | —                                                                                 | 1 (1973)                                     | 2 (1989, 2000)                         | 1 (1967)                   |
| Colômbia          | —                                                                                 | 1 (2000)                                     | 1 (2005)                               | —                          |
| Curaçau           | —                                                                                 | —                                            | 2 (1963, 1969)                         | —                          |
| Peru              | —                                                                                 | —                                            | 1 (2000)                               | —                          |
| Guadalupe         | —                                                                                 | —                                            | 1 (2007)                               | —                          |
| Catar             | —                                                                                 | —                                            | 1 (2021)                               | —                          |
| Cuba              | —                                                                                 | —                                            | —                                      | 1 (1971)                   |
| Coreia do Sul     | —                                                                                 | —                                            | —                                      | 1 (2002)                   |

### A partir de 1991
| Seleção           | Títulos                                                         | Vices                                  | 3º lugar                         | 4º lugar                   |
| ----------------- | --------------------------------------------------------------- | -------------------------------------- | -------------------------------- | -------------------------- |
| México            | 10 (1993, 1996, 1998, 2003, 2009, 2011, 2015, 2019, 2023, 2025) | 2 (2007, 2021)                         | 3 (1991, 2013, 2017)             | —                          |
| Estados Unidos    | 7 (1991, 2002, 2005, 2007, 2013, 2017, 2021)                    | 6 (1993, 1998, 2009, 2011, 2019, 2025) | 3 (1996, 2003, 2023)             | 1 (2015)                   |
| Canadá            | 1 (2000)                                                        | —                                      | 3 (2002, 2007, 2021)             | —                          |
| Panamá            | —                                                               | 3 (2005, 2013, 2023)                   | 2 (2011, 2015)                   | —                          |
| Jamaica           | —                                                               | 2 (2015, 2017)                         | 3 (1993, 2019, 2023)             | 1 (1998)                   |
| Brasil            | —                                                               | 2 (1996, 2003)                         | 1 (1998)                         | —                          |
| Honduras          | —                                                               | 1 (1991)                               | 5 (2005, 2009, 2011, 2013, 2025) | —                          |
| Costa Rica        | —                                                               | 1 (2002)                               | 1 (1993)                         | 4 (1991, 2003, 2009, 2017) |
| Colômbia          | —                                                               | 1 (2000)                               | 1 (2005)                         | —                          |
| Guatemala         | —                                                               | —                                      | 1 (2025)                         | 1 (1996)                   |
| Peru              | —                                                               | —                                      | 1 (2000)                         | —                          |
| Trinidad e Tobago | —                                                               | —                                      | 1 (2000)                         | —                          |
| Guadalupe         | —                                                               | —                                      | 1 (2007)                         | —                          |
| Haiti             | —                                                               | —                                      | 1 (2019)                         | —                          |
| Catar             | —                                                               | —                                      | 1 (2021)                         | —                          |
| Coreia do Sul     | —                                                               | —                                      | —                                | 1 (2002)                   |

## Resultados por confederação

### Desde 1963
| Confederação | Títulos | Vices | 3º lugar | 4º lugar |
| ------------ | ------- | ----- | -------- | -------- |
| CONCACAF     | 28      | 25    | 34       | 17       |
| CONMEBOL     | 0       | 3     | 3        | 0        |
| AFC          | 0       | 0     | 1        | 1        |
| CAF          | 0       | 0     | 0        | 0        |

### A partir de 1991
| Confederação | Títulos | Vices | 3º lugar | 4º lugar |
| ------------ | ------- | ----- | -------- | -------- |
| CONCACAF     | 18      | 15    | 21       | 7        |
| CONMEBOL     | 0       | 3     | 3        | 0        |
| AFC          | 0       | 0     | 1        | 1        |
| CAF          | 0       | 0     | 0        | 0        |

## Equipes convidadas
| Seleção        | Confederação | 1996 | 1998 | 2000 | 2002 | 2003 | 2005 | 2021 | 2023 | 2025 | Participações |
| -------------- | ------------ | ---- | ---- | ---- | ---- | ---- | ---- | ---- | ---- | ---- | ------------- |
| África do Sul  | CAF          |      |      |      |      |      | QF   |      |      |      | 1             |
| Arábia Saudita | AFC          |      |      |      |      |      |      |      |      | QF   | 1             |
| Brasil         | CONMEBOL     | 2º   | 3º   |      |      | 2º   |      |      |      |      | 3             |
| Catar          | AFC          |      |      |      |      |      |      | SF   | QF   |      | 2             |
| Colômbia       | CONMEBOL     |      |      | 2º   |      | QF   | SF   |      |      |      | 3             |
| Coreia do Sul  | AFC          |      |      | GS   | 4º   |      |      |      |      |      | 2             |
| Equador        | CONMEBOL     |      |      |      | GS   |      |      |      |      |      | 1             |
| Peru           | CONMEBOL     |      |      | SF   |      |      |      |      |      |      | 1             |

## Maiores goleadas
| Data                   | Cidade           | Mandante              | Placar | Visitante         |
| ---------------------- | ---------------- | --------------------- | ------ | ----------------- |
| 11 de junho de 1993    | Cidade do México | México                | 9–0    | Martinica         |
| 18 de julho de 1993    | Cidade do México | México                | 8–0    | Canadá            |
| 10 de junho de 2011    | Miami            | Granada               | 1–7    | Honduras          |
| 9 de julho de 2015     | Chicago          | México                | 6–0    | Cuba              |
| 18 de julho de 2015    | Baltimore        | Estados Unidos        | 6–0    | Cuba              |
| 28 de junho de 2023    | St. Louis        | São Cristóvão e Neves | 0–6    | Estados Unidos    |
| 2 de julho de 2023     | Charlotte        | Estados Unidos        | 6–0    | Trinidad e Tobago |
| 17 de junho de 2025    | Vancouver        | Canadá                | 6–0    | Honduras          |
| 4 de fevereiro de 1998 | Oakland          | Costa Rica            | 7–2    | Cuba              |
| 22 de julho de 1993    | Cidade do México | México                | 6–1    | Jamaica           |
| 12 de junho de 2011    | Chicago          | El Salvador           | 6–1    | Cuba              |
| 9 de julho de 2013     | Portland         | Belize                | 1–6    | Estados Unidos    |
| 20 de julho de 2013    | Atlanta          | Panamá                | 6–1    | Cuba              |